# Юридичні професії в Англії та Уельсі
Юридичні професії в Англії та Уельсі — відповідно до традицій англійської правової системи юридичні професії поділяються на дві основні гілки: на адвокатів-соліситорів та адвокатів-баристерів. До інших юридичних професій в Англії та Уельсі належать судді, а також посади Генерального атторнея, Генерального соліситора та Генерального прокурора (Директора державного обвинувачення).

## Адвокати-баристери та адвокати-соліситори
Адвокати-соліситори як правило працюють з людьми — займаються приватною практикою і ті, хто потребує юридичної консультації, спершу звертаються саме до них. Адвокати-соліситори також працюють в державних установах та на комерційних підприємствах. Асоціація юристів (Law Society) — це професійна організація, яка представляє адвокатів-соліситорів.
Адвокати-баристери, з іншого боку, зазвичай не працюють напряму з людьми, а слідують інструкціям, які їм дають адвокати-соліситори, що представляють інтереси клієнтів. Потім адвокати-баристери представляють клієнтів в суді та ведуть їх справи. Колегія адвокатів (Bar Council) — це професійна організація, яка представляє адвокатів-барристерів.
Для того, щоб стати адвокатом-баристером чи адвокатом-соліситором потрібно навчатися в юридичній школі, але не обов'язково в університеті. Студенти університету, які згодом бажають навчатися в юридичній школі не мають здавати всі теоретичні екзамени. Навчання в юридичній школі дуже близьке до практики.

## Адвокати-баристери

### Освіта та організація
Щоб стати адвокатом-баристером треба обов'язково бути членом однієї з чотирьох юридичних шкіл підготовки адвокатів-баристерів -«інни» (Inns of Court) -Лондона. Такі «інни» надають підтримку адвокатам-баристерам та студентам-баристерам через ряд освітніх заходів, забезпечують закладами харчування, кімнатами відпочинку та парками відпочинку і надають різноманітні гранти та стипендії. Однією з ключових функцій «іннів» є їх відповідальність за прийняття в адвокатуру. Будь-який бажаючий пройти підготовку в адвокати повинен приєднатися до одного з «іннів» і тільки ці «інни» уповноважені надавати право на адвокатську діяльність студентам-баристерам. Крім того, «інни» відповідальні за дисциплінарні суди які розглядають серйозні справи, що стосуються адвокатів-баристерів.[
Членами «іннів» можуть бути юристи, судді або потенційні адвокати-баристери. Всі чотири інни мають спільну Раду з юридичної освіти, яка організовує навчання та іспити студентів-юристів. Рада з юридичної освіти і екзаменаційна комісія спільно регулюють вступ до адвокатури. Роль Ради полягає у визначенні вимог до кандидатів, схваленні навчальної програми а також викладацького складу і оцінку кваліфікації закордонних спеціалістів.
Комісія визначає прийнятність окремих кандидатів для вступу і видає сертифікат, на який спирається Верховний Суд, коли надає кандидату право займатися адвокатською діяльністю. Для того, щоб навчатися в школі підготовки адвокатів-баристерів апплікант повинен мати освіту з оцінками рівня А, мати хороший рівень знань, і незаплямовану репутацію. Протягом трьох років навчання в школі підготовки адвокатів-баристерів студент повинен здати два основних іспити: перша частина є теоретичною, якої, дипломовані юристи, як правило, позбавлені. Друга частина складається з практичних дисциплін і вступу до професії (Професійний курс адвоката). Після вступу до адвокатури молодий адвокат має пройти річне стажування у досвідченого баристера перш ніж він отримає право самостійно займатися адвокатською практикою.

### Сфери діяльності
Основний вид діяльності адвокатів-баристерів-це робота в суді, особливо в судах вищої інстанції. Вони виступають перед судом, пишуть короткий виклад судової справи, надають юридичні консультації, і висловлюють експертну думку з приводу складних судових справ. Зазвичай вони використовують резюме справ, які їм надають професійні клієнти, адвокати- соліситори та бухгалтери. Адвокати-баристері аналізують ці аналітичні записки по справі та пред'являють суду висновки. В даний час в Англії та Уельсі налічується близько 10 000 адвокатів-баристерів. Більшість з них мають офіси в Лондоні. Найкращі з них і досі отримують звання королівського радника, і багатьох з них потім обирають суддями. Королівські радники широко відомі своїми шовковими мантіями.
Адвокатам-баристерам заборонено мати прямий контакт з клієнтами, тому останні вимушені звертатися до своїх адвокатів-соліситорів, щоб домовитися коли вони хочуть, щоб адвокат-баристер представляв їх інтереси перед судом. Через це адвокатам-баристерам дуже важливо мати гарні стосунки з адвокатами-соліситорами. Хоча Колегія адвокатів і намагається змінити цю традицію та все ж адвокати-соліситори дуже потрібні адвокатам-баристерам.

## Адвокати-соліситори

### Освіта та організація
Адвокати-соліситори мають власну професійну організацію-Асоціацію юристів, яка була заснована в 1826 році. В силу закону, Асоціація юристів, канцлер та деякі високопоставлені судді уповноважені регулювати навчальний процес та допуск адвокатів-баристерів. Асоціація юристів намагалася підвищити стандарти професії адвоката-соліситора для того, щоб покращити їх репутацію. З ХІХ століття адвокати-соліситори мають майже таку саму репутацію, як і адвокати-баристери. Умови вступу потенційного адвоката-соліситора до Асоціації юристів майже такі, як і у адвокатів-баристерів. Від майбутніх адвокатів-соліситорів вимагається мати загальну кваліфікацію для вступу до університету. Мати ступінь бакалавра необов'язково, але це може стати у пригоді.
Щоб стати адвокатом-соліситором, студенти мають пройти практику протягом чотирьох-п'яти років як юрист-стажер. Паралельно зі стажуванням у практикуючого адвоката-соліситора студенти проходять навчання в Асоціації юристів і мають скласти два іспити. Перший іспит-теоретичний і він є необхідним для закінчення університету. Після успішної здачі іспитів адвокати- соліситори мають звернутися до голови реєстру соліситорів, щоб він включив їх до реєстру ліцензованих адвокатів-соліситорів, що має назву Реєстр Соліситорів Верховного Суду.

### Сфери діяльності
Сфера діяльності адвоката-соліситора універсальна, тому її досить нелегко описати однозначно. Адвокат-соліситор знаходиться в безпосередньому контакті зі своїми клієнтами і надає їм юридичні консультації. Клієнтами можуть бути представники громадськості, бізнесу, громадських та благодійних організацій і т. д. Адвокат-соліситор готує позов для своїх клієнтів і представляє сторону особисто в судах нижчої інстанції (у мировому суді, суді графств та інших). У справах, які розглядаються в судах вищої інстанції(Верховний суд, або вище), де потрібен адвокат-баристер, адвокат-соліситор виступає в ролі агента. Крім того, роботу адвоката-соліситора можна порівняти з нотаріусом. Робота з передачі прав власності, робота з довірчими операціями, складання заповіту, управління нерухомістю — все це є частиною роботи адвокатів-соліситоров.
Крім того, він стежить за укладенням договорів та дає консультації в різних областях права, як щодо оподаткування, змагальності, страхування так і корпоративного права. Вигідні справи з нерухомістю складають більш ніж 50 % доходів адвокатів-соліситорів.
Наразі в Англії та Уельсі налічується близько 100 000 адвокатів-соліситорів. 25 % з них працюють на підприємствах, у великих адвокатських конторах або органах управління. 75 % з них працюють індивідуально.

### Одноосібний юрист
Одноосібний юрист працює індивідуально наодинці, не має партнерів, і, як правило, займається невеликими справами, більшість з яких стосуються сімейного, трудового та житлового права.

## Інші юридичні професії

### Суддя
Англійська правова система вимагає, щоб судді, окрім Почесних Суддів Мирового Суду, спершу мали досвід роботи адвокатом-баристером чи адвокатом-соліситором протягом декількох років, а також мали прекрасну репутацію. Судді судів графств назначаються Королевою за пропозицією Лорд-Канцлера. Перш ніж їх зможуть запропонувати, вони мають пропрацювати адвокатом-баристером щонайменше сім років. Щоб працювати у Високому суді, судді повинні бути запропоновані Лордом-Канцлером і повинні пропрацювати адвокатами-баристерами протягом мінімум десяти років. Судді Апеляційного суду призначаються Королевою відповідно до рекомендацій Прем'єр-міністра; вони повинні мати досвід роботи адвокатом-баристером протягом 15 років. Так само призначають суддів Палати Лордів, крім того, їх ще можуть призначити Довічними Перами.
Для того, щоб стати Судовим Лордом, суддя повинен пропрацювати адвокатом-баристером протягом, принаймні, 15 років, на високій посаді судді протягом двох років. Прем'єр-міністр також рекомендує Королеві кандидатів на посади Лорда-Канцлера, Лорда-Верховного Суддю, та Голову Апеляційного суду.

### Генеральний атторней та Генеральний соліситор
Генеральний аторней дає поради Королеві з юридичних питань і виступає позивачем за Королеву в дуже важливих випадках. Генеральний аторней є членом Палати Громад і, як правило, адвокатом-баристером з високою репутацією. Це саме стосується і Генерального соліситора, який є заступником Генерального аторнея. Обидва належать до правлячої партії в парламенті. Вони призначаються Прем'єр-міністром і повинні залишити посаду у разі зміни уряду.

### Генеральний прокурор
В цілому Генеральний прокурор дає поради поліції та іншим правоохоронним органам і є не політичним держслужбовцем. Для того щоб стати Генеральним прокурором, заявники повинні мати принаймні десять років практичного досвіду.